# Záhoří (Semilyi járás)
Záhoří település Csehországban, Semilyi járásban. Záhoří Mírová pod Kozákovem, Koberovy, Železný Brod, Semily és Chuchelna településekkel határos. Lakosainak száma 517 fő (2024. január 1.).

## Népesség
A település lakosságának változását az alábbi diagram mutatja:
| Lakosok száma | 1223 | 1339 | 1098 | 844  | 600  | 487  | 495  | 497  | 496  | 517  |
|               | 1869 | 1890 | 1921 | 1950 | 1980 | 2001 | 2017 | 2019 | 2022 | 2024 |